# Ashikaga Yoshitane
Ashikaga Yoshitane est un nom japonais traditionnel ; le nom de famille (ou le nom d'école), Ashikaga, précède donc le prénom (ou le nom d'artiste).
Ashikaga Yoshitane (足利 義稙) 9 septembre 1466 - 23 mai 1523 est le dixième des shoguns Ashikaga de la période Muromachi de l'histoire du Japon. Yoshitane  était le fils de Ashikaga Yoshimi et le petit-fils du sixième shogun, Ashikaga Yoshinori et a régné de 1490 à 1493 puis de 1508 à 1521.
Le neuvième shogun Ashikaga Yoshihisa meurt de maladie en 1489 sans laisser d'héritier, alors qu'il était au cours d'une campagne militaire (Rokkaku Tobatsu) contre Takayori Rokkaku, le daimyo de la province d'Ōmi. Yoshitane lui succède au titre de Seii Taishogun un an après. En 1493, Yoshitane se lève contre Hosokawa Masamoto et est remplacé par le onzième shogun, Ashikaga Yoshizumi.
En 1508, après la bataille de Funaokayama, avec le soutien de Ōchi Yoshioki, reprend le titre de Seii Taishogun à Yoshizumi. Cependant, finalement, après une lutte de puissance contre Hosokawa Takakuni, Yoshitane se sauve sur l'île d'Awaji et meurt dans la province d'Awa sur l'île de Shikoku. Masamoto Hosokawa remplace Yoshitane par le douzième shogun, Ashikaga Yoshiharu.